# Roger Freestone
Roger Freestone (født 19. august 1968 i Caerleon, Wales) er en walisisk tidligere fodboldspiller (målmand). Han spillede én kamp for det walisiske landshold, en venskabskamp mod Brasilien i år 2000.
Freestone tilbragte størstedelen af sin klubkarriere i hjemlandet hos Swansea City. Han spillede 549 ligakampe for klubben over en periode på 13 år. Derudover havde han ophold i Newport County, ligesom han tilbragte fire år hos engelske Chelsea.
I en kort periode i år 2000 var Freestone desuden fungerende manager for Swansea City.